# Graham Arnold (Australisch voetballer)
Graham James Arnold (Sydney, 3 augustus 1963) is een Australisch voetbalcoach en voormalig voetballer.

## Loopbaan als speler
Arnold begon in eigen land bij Sydney United (1982-1990). Vervolgens speelde hij als aanvaller zeven jaar in Nederland en België bij achtereenvolgens Roda JC (1990-1992), RFC Liégeois (4) (1992-1994), Charleroi SC (22) (1994-1995) en NAC (1995-1997). Daar werd hij in het seizoen 1995/1996 derde op de topscorerslijst van de Eredivisie. In 1997 vertrok Arnold naar Japan om een seizoen bij Sanfrecce Hiroshima te gaan spelen. Arnold kwam in totaal 56 keer (19 doelpunten) uit voor de nationale ploeg van Australië in de periode 1985–1997. Onder leiding van bondscoach John Margaritis maakte hij zijn debuut op 23 september 1985 in de vriendschappelijke thuiswedstrijd tegen China (2-0). Hij moest in dat duel na 70 minuten plaatsmaken voor Chris Kalantzis.

## Loopbaan als coach
Arnold begon als coach bij Northern Spirit FC. Vanaf 2000 was hij assistent-bondscoach van het Australisch nationaal elftal, eerst naast Frank Farina (2000-2005) en daarna aan de zijde van Guus Hiddink (2005-2006). Na het WK 2006 werd Arnold hoofdcoach van de Socceroos. Zijn eerste toernooi als hoofdcoach, de Azië Cup 2007, werd geen succes. Australië ging met moeite door naar de tweede ronde in een op voorhand redelijk gemakkelijke groep met Oman, Irak en gastland Thailand. Tegen Oman werd pas in blessuretijd een 1-1 gelijkspel afgedwongen, van Irak werd met 3-1 verloren en Thailand werd pas in de slotfase met 4-0 verslagen. De Socceroos werden uiteindelijk in de kwartfinale door Japan uitgeschakeld na strafschoppen. Op 8 mei 2014 tekende Arnold een driejarig contract bij Sydney FC als hoofdcoach. In augustus 2018 werd Arnold de opvolger van Bert van Marwijk als bondscoach van Australië. In september 2024 stapte hij op en werd opgevolgd door Tony Popović.